# La statua di sale
La statua di sale è un romanzo dello scrittore statunitense Gore Vidal, pubblicato per la prima volta nel 1948 e riscritto nel 1965. Lo scrittore scandalizzò gli Stati Uniti con questo libro in cui vengono trattati temi legati all'omosessualità in modo esplicito; infatti il New York Times si rifiutò di pubblicizzare il libro e nessun giornale americano volle recensirlo.
In Italia fu pubblicato in precedenza coi titoli La città perversa e Jim.

## Trama
(Genesi 19, 26)
Fine degli Anni '30. Jim Willard, un bellissimo ragazzo della Virginia, trascorre la sua vita in uno squallido paesino, nel contesto di una famiglia capeggiata da un padre autoritario, dalla quale il giovane si sente distante. Il miglior amico di Jim è Bob Ford, di un anno più grande: il giorno dopo il diploma di quest'ultimo, i due passano insieme un giorno di vacanza durante il quale hanno un rapporto sessuale omosessuale. Sebbene Bob specifichi che non sia una cosa normale, Jim finisce per innamorarsi di lui: quando il ragazzo parte per arruolarsi nella Marina Militare, Jim lo cercherà per sette anni sperando di conquistarlo.
Dopo aver cercato inutilmente Bob a New York, Jim si imbarca come mozzo su una nave da crociera; qui si invaghisce del marinaio Collins, che inizialmente sembra stringere amicizia con lui. Giunti a Seattle, in realtà Collins coinvolge Jim in un appuntamento con due prostitute. Durante la serata una delle ragazze tenta un approccio sessuale con Jim, ma il ragazzo, seppur ubriaco, trova il corpo femminile disgustoso. Dopo essere stato bollato da Collins come un "finocchio", Jim inizia a pensare di essere effettivamente attratto solo dai maschi.
Temendo il confronto con Collins, Jim lascia il lavoro e diventa istruttore di tennis presso un hotel di lusso a Los Angeles. Qui conosce il fattorino Leaper, che lo introduce nell'entourage del bellissimo Ronald Shaw, un attore sulla trentina che si invaghisce subito di Jim: il ragazzo finirà per andarci a convivere, scoprendo presto di non esserne innamorato. La relazione tra Jim e Shaw si deteriora sempre più finché Jim non conosce Paul Sullivan, un giovane scrittore. Questi affascina molto Jim, che lo trova molto diverso dai ragazzi gay che ha frequentato fino a quel momento: Paul è infatti stato sposato con una donna, ma il matrimonio è stato subito annullato. Quando Shaw viene a sapere della liasion tra i due, scaccia Jim da casa sua e il ragazzo va a vivere con Paul; tuttavia, seppur attratto da lui, Jim si rende conto di non amarlo come ha amato Bob. Paul, inoltre, necessita di provare costantemente del dolore psicologico per portare avanti la sua arte.
Tempo dopo Paul presenta a Jim Maria Verlaine, una splendida ereditiera che prova piacere nel sedurre uomini omosessuali, per il solo gusto di veder finire la storia in modo tragico. I tre si recano nello Yucatán, dove trascorrono molti mesi; Jim si avvicina molto a Maria, ma non riesce ad avere con lei un rapporto sessuale. Nonostante questo, Paul trova la loro relazione troppo dolorosa, perfino per il dolore a cui è abituato, e lascia Jim.
Jim si arruola nell'Air Force e presta servizio nella II Guerra Mondiale; nell'esercito, il giovane attira l'attenzione del suo sergente, ma non lo ricambia, preferendogli un giovane commilitone col quale tenta addirittura un approccio; il militare lo rifiuta con violenza, ma cederà in seguito alle avances del sergente. Jim viene poi trasferito in Colorado, ma il clima gelido gli causa un'artrite reumatoide e viene congedato. Tornato a New York ritrova Maria e Shaw, il quale nel frattempo è stato costretto a sposare una donna lesbica dalla sua casa di produzione e tenta inutilmente di diventare attore di teatro. Shaw torna amico di Jim e lo introduce nell'ambiente glamour di Rollie, un milionario effeminato che lo porta a frequentare bar gay e a concedersi rapporti sessuali mercenari. In seguito Jim ritroverà anche Paul, e i due intraprenderanno una relazione aperta basata solo sulla reciproca solitudine.
Dopo molti anni Jim torna a casa per Natale: suo padre nel frattempo è morto, mentre Bob si è sposato con la svaporata Sally. Sperando ancora di conquistare l'amico, Jim finge di diventare amico della donna. Dopo aver ripreso i rapporti con Bob, qualche tempo dopo lo invita in una stanza d'hotel a New York; qui tenta di nuovo di avere un rapporto sessuale con lui, ma questi lo rifiuta sdegnato e lo colpisce con un pugno. Segue una rissa tra i due, nella quale Jim prevale, essendo più forte. Nella versione originale, Jim finisce per uccidere Bob; nella versione revisionata, invece, lo violenta. In entrambi i casi, il rimorso e la solitudine non abbandoneranno mai Jim.

## Differenze tra le versioni
Nella prima edizione (1948) il romanzo era suddiviso in due sezioni, intitolate rispettivamente The City e The Pillar; lo stile era originariamente più crudo e volgare, e il testo conteneva molti passaggi introspettivi e riferimenti alla politica americana. Nel 1965 Vidal pubblicò una versione revisionata del romanzo, eliminando la suddivisione in due parti ed epurandolo da contenuti volgari e politici. Nel finale originale, inoltre, Jim uccideva Bob, mentre nella versione rivista lo violenta . La critica ritenne a lungo che il nuovo finale fosse stato richiesto dall'editore di Vidal, allo scopo di rendere il romanzo meno crudo; nel 2009, in occasione della ripubblicazione del testo, Vidal scrisse una prefazione in cui negava questa ipotesi, dichiarando invece che il nuovo finale si adattava meglio al messaggio che lui voleva dare .

## Edizioni italiane
- La città perversa, traduzione di Giorgio Monicelli, Collana L'Olimpo: collezione dei grandi capolavori anglosassoni, Milano, Federico Elmo, 1949,  p. 292.
- Jim, traduzione di Vincenzo Mantovani, collana I delfini, Milano, Bompiani, 1972,  p. 264.
- La statua di sale, traduzione di Alessandra Osti, Collana Le strade n.17, Roma, Fazi, 1998, ISBN 978-88-811-2090-1.